# Diabolix (Colpo internazionale)
Diabolix (Colpo internazionale) è un film pornografico italiano del 1992, diretto da Max Bellocchio e distribuito dalla Casanova Video. Il film è una versione hard ispirata al famoso fumetto italiano Diabolik, creato dalle sorelle Angela e Luciana Giussani nel 1962.

## Trama
Il film, benché non autorizzato, si ispira liberamente alle avventure di Diabolik, presentando una trama che combina elementi di spionaggio e azione tipici del fumetto con scene sessualmente esplicite.

## Produzione
Il regista Alessandro Occhiobuono, sotto lo pseudonimo di Max Bellocchio, ha diretto il film per la Casanova Video, una casa di produzione specializzata in film hard. La pellicola venne prodotta e distribuita nel 1992.

## Controversie legali
Subito dopo l'uscita del film, le creatrici del personaggio Diabolik, le sorelle Angela e Luciana Giussani, intentarono una causa contro i produttori del film. Essa si basava sulla violazione dei diritti d'autore e la distorsione dell'immagine del personaggio, che veniva rappresentato in un contesto pornografico. La richiesta di risarcimento ammontava a trenta miliardi di lire.
Le sorelle Giussani sostenevano che il film danneggiasse gravemente l'immagine del loro personaggio, associandolo a contenuti pornografici e violando così i loro diritti morali. La questione sollevò dibattiti sull'uso dei personaggi iconici in opere parodistiche e pornografiche. L'esito della causa legale non è documentato in modo dettagliato.

## Riferimenti nella cultura di massa
Nonostante la controversia, Diabolix (Colpo internazionale) rimane un esempio di come i personaggi di fumetti popolari possano essere utilizzati in contesti controversi. Il caso è citato spesso come esempio di parodia non autorizzata che ha provocato gravi ripercussioni legali.